# Carla Daalderop-Bruggeman
Carla Maria Daalderop-Bruggeman (Tiel, 4 mei 1928 - aldaar, 1 september 2015) was een Nederlands beeldhouwer, keramist, kunstschilder en tekenaar.

## Leven en werk
Carla Daalderop volgde de opleiding aan het Instituut voor Kunstnijverheidsonderwijs (Amsterdam) en de Academie Kunstoefening (Arnhem). Haar echtgenoot was de laatste Daalderop die als directeur het metaalwarenberdrijf Daalderop leidde. Zij maakte figuratieve kunst, aanvankelijk in keramiek maar later voornamelijk in brons.
Carla Daalderop werkte in Tiel, Arnhem, Fribourg (Zwitserland), Amsterdam, Parijs en Tegelen. Zij was de ontwerper van de Inktspotprijs, een bronzen beeldje van een satyr op een inktpot. Voor de corsoclub Drumpt ontwierp zij jaarlijks een praalwagen voor het fruitcorso, waarvan haar vader Bernhard Bruggeman de oprichter was. Ze was lid van Kunstenaarsvereniging Sint Lucas.
In 2003 ontving Carla Daalderop uit handen van burgemeester Steven de Vreeze de erepenning van de stad Tiel.

## Fotogalerij

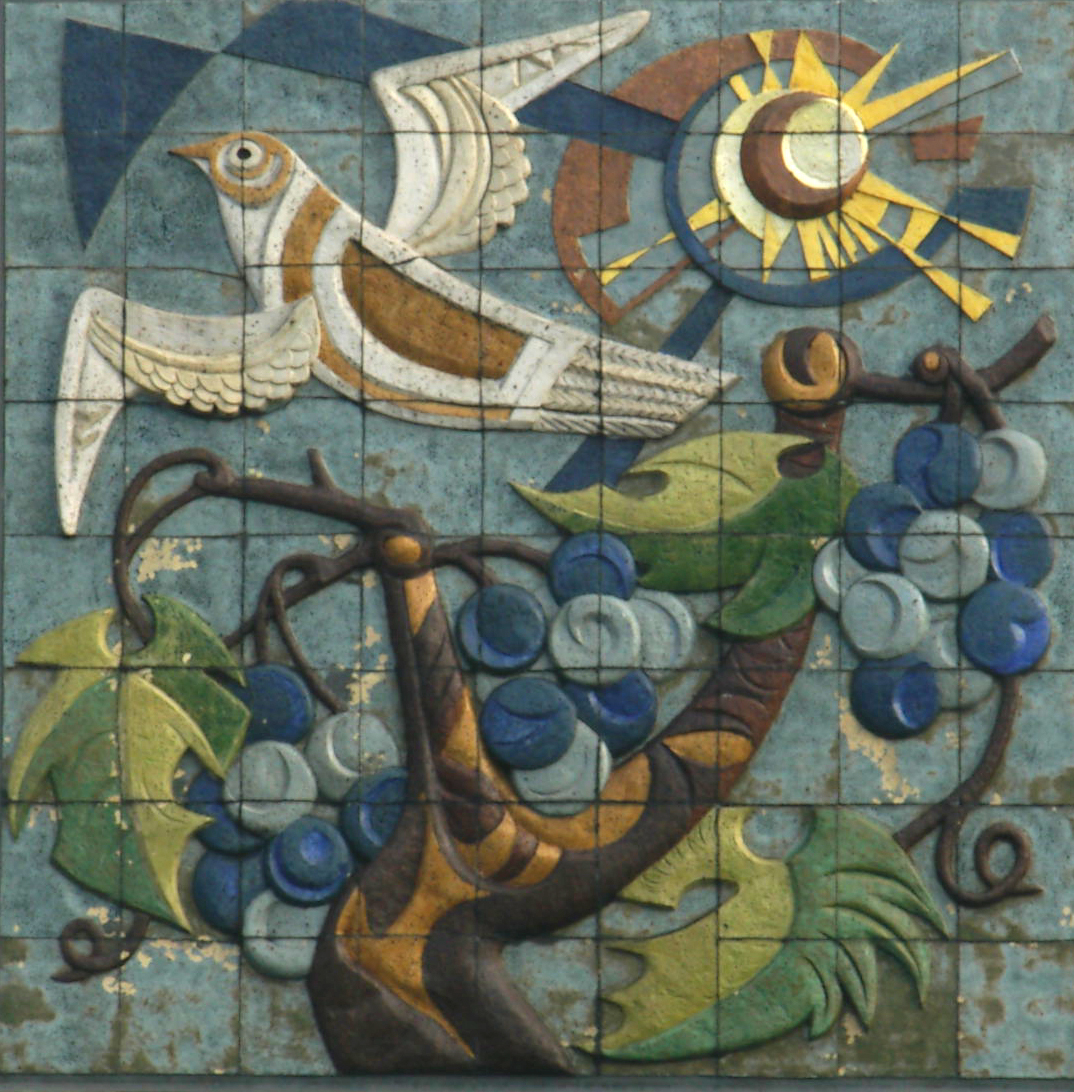
Ik ben de ware wijnstok (1959), Prins Willem-Alexanderschool, Tiel
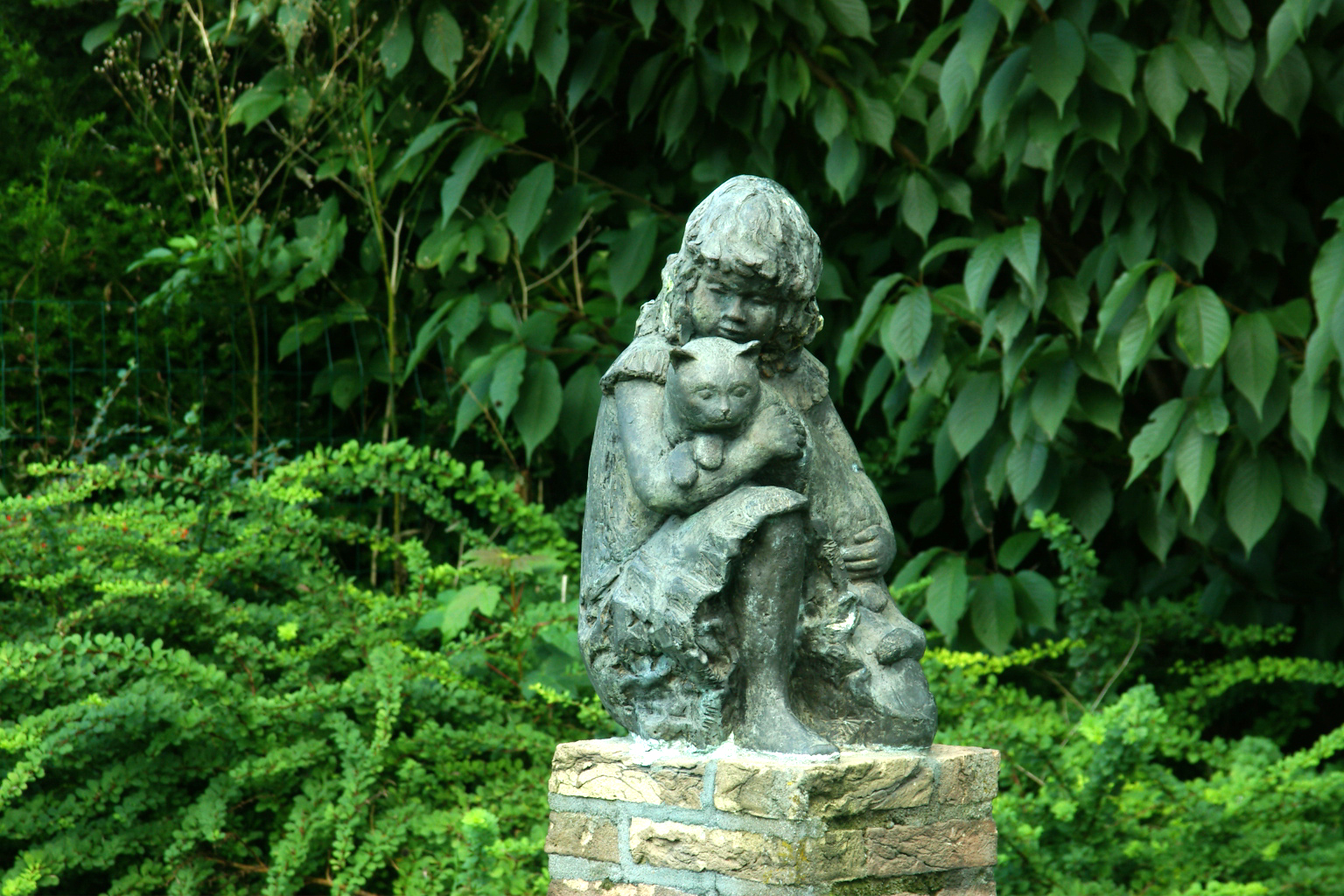
Meisje met poes (1981), Tiel